# August 1988
Portal Geschichte | Portal Biografien | Aktuelle Ereignisse | Jahreskalender | Tagesartikel

◄ |
19. Jahrhundert |
20. Jahrhundert
| 21. Jahrhundert

◄ |
1950er |
1960er |
1970er |
1980er
| 1990er | 2000er | 2010er | ►

◄ |
1984 |
1985 |
1986 |
1987 |
1988
| 1989 | 1990 | 1991 | 1992 | ►

◄ |
Mai 1988 |
Juni 1988 |
Juli 1988 |
August 1988 |
September 1988 |
Oktober 1988 |
November 1988 |
►
Dieser Artikel behandelt aktuelle Nachrichten und Ereignisse im August 1988.

## Tagesgeschehen

### Mittwoch, 3. August 1988
- Bonn/Deutschland: In der Bundesrepublik tritt das „Steuerreformgesetz 1990“ in Kraft. Es beinhaltet die Einführung der Quellensteuer auf Einkünfte aus Kapitalvermögen sowie die Abschaffung des Weihnachts- und des Arbeitnehmerfreibetrags. Das Wohnungsgemeinnützigkeitsrecht ist aufgehoben; letzteres wird u. a. damit begründet, dass der Wohnraummangel, der die Zeit nach dem Zweiten Weltkrieg prägte, überwunden sei.[1][2][3]

### Sonntag, 7. August 1988
- Atlantik: Die Atlantische Hurrikansaison 1988 beginnt, als sich südlich der Küste von Massachusetts das Tiefdruckgebiet Alberto zum Tropischen Wirbelsturm verstärkt.[4]

### Montag, 8. August 1988

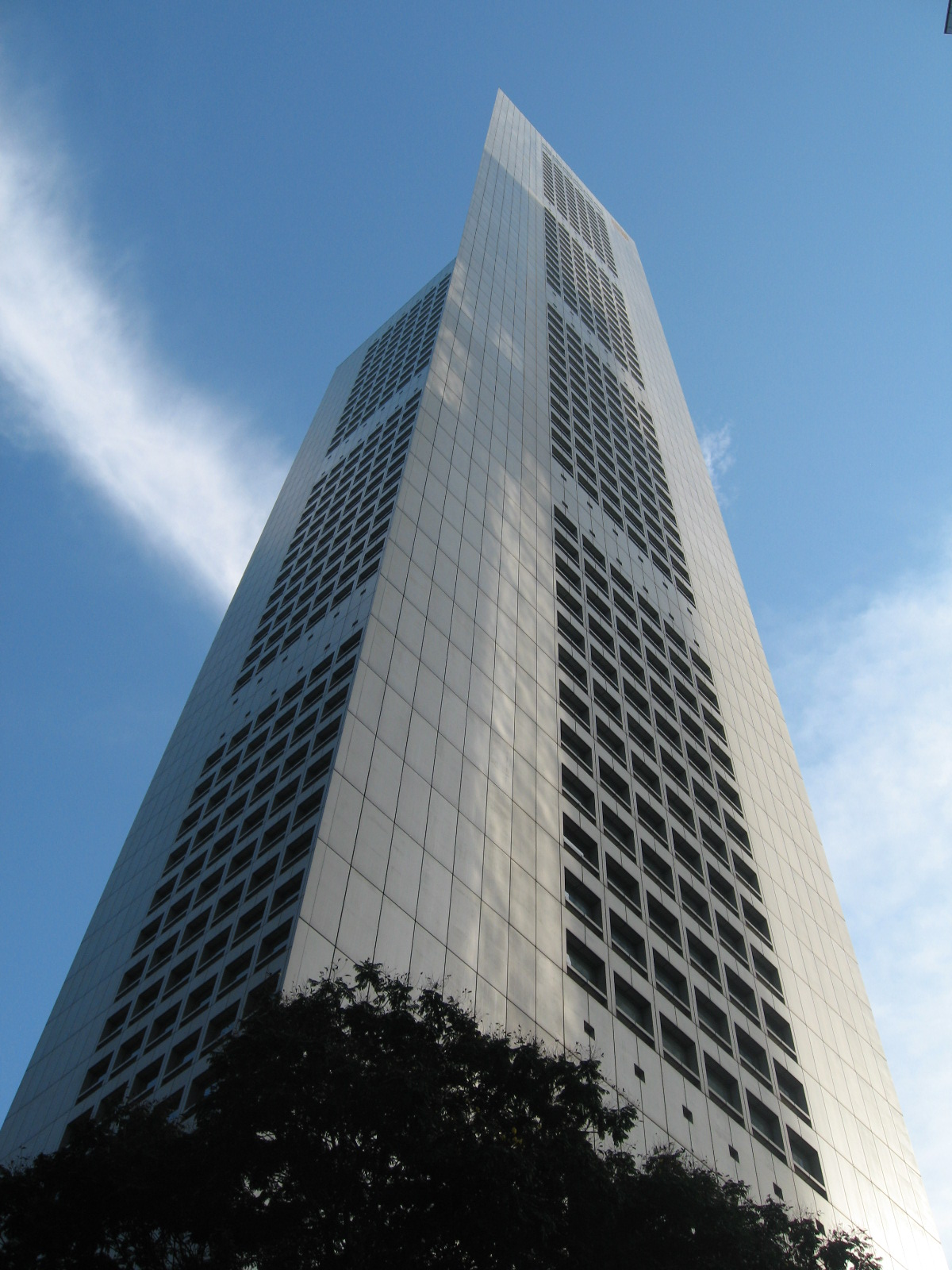
Overseas Union Bank Centre in Singapur

- Singapur/Singapur: Premierminister Lee Kuan Yew eröffnet das Overseas Union Bank Centre. Mit 280 m Höhe löst es das im Oktober 1986 eröffnete und 251 m hohe Rialto Center in Melbourne, Australien, als höchstes Gebäude außerhalb Nordamerikas ab.[5]

### Dienstag, 9. August 1988
- Kiel/Deutschland: An der Universitätsklinik gelingt einem Team um Eberhard Deltz mit Hilfe immunsuppressiver Medikamente die erste erfolgreiche Dünndarm-Transplantation der Medizingeschichte.[6]

### Dienstag, 16. August 1988
- Gladbeck/Deutschland: In der westfälischen Stadt Gladbeck beginnt eine Geiselnahme. Zwei Bankräuber entdecken beim Verlassen der überfallenen Bankfiliale ein Polizeifahrzeug, ziehen sich zurück, nehmen zwei Angestellte als Geisel und geben dem in der Filiale anrufenden TV-Journalisten Hans Meiser ein Telefoninterview. Am Ende des Tages, mittlerweile ist die Freundin einer der beiden Geiselnehmer zugestiegen, befinden sie und zwei Geiseln sich in einem von der Polizei mit einem Peilsender präparierten Fahrzeug auf der Bundesautobahn 1 in Fahrtrichtung Hagen.[7][8]
- Kano/Nigeria: Das Damm-Bauwerk des auf lediglich die Hälfte der aktuell angestauten Wassermenge ausgelegten Bagauda-Stausees bricht. Die folgende Überschwemmung bedeutet für 23 Menschen den Verlust ihres Lebens. Circa 200.000 Personen werden obdachlos.[9]

### Mittwoch, 17. August 1988
- Bahawalpur/Pakistan: Bei optimalen Witterungsbedingungen verunglückt das Flugzeug Pakistan-1 vom Typ Lockheed C-130. Alle Insassen sterben, darunter das diktatorisch regierende Staatsoberhaupt Mohammed Zia-ul-Haq und der Botschafter der Vereinigten Staaten in Pakistan Arnold L. Raphael. Die Unglücksursache ist unklar. Ghulam Ishaq Khan, Vorsitzender des Senats, wird neuer Präsident.[10][11]
- Bremen, Niedersachsen/Deutschland: Im weiteren Verlauf der Geiselnahme von Gladbeck fahren die Geiselnehmer mit ihrer Freundin und zwei Geiseln nach Bremen, nehmen dort 32 Insassen eines Stadtbusses als Geiseln, geben Interviews, auch zwei Geiseln werden in der Situation interviewt, fahren mit dem Bus Richtung Südwesten, tauschen zwei Geiseln gegen zwei freiwillige Journalisten aus und stoppen an einer Raststätte. Ihre Freundin wird verhaftet. Ein Geiselnehmer erschießt eine 14-jährige Geisel. Die Polizei bringt die Freundin zurück. Der Bus fährt Richtung Niederlande. Bei dessen Verfolgung verunglückt ein Polizist tödlich.[12]

### Donnerstag, 18. August 1988

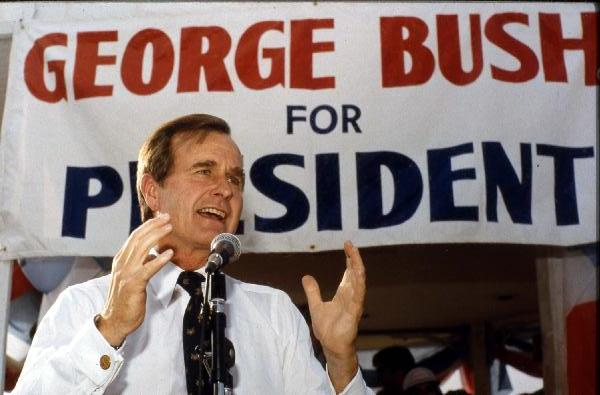
George Bush

- Gaza-Stadt/Israel: Der Muslimbrüderschaft angehörige islamistische Fanatiker unter Führung des Palästinensers Ahmad Yasin veröffentlichen eine Urkunde, mit der sie die Gründung der Dschihad-Organisation Hamas (deutsch Eifer) bekanntgeben. Dem Text zufolge soll Israel militärisch bezwungen werden. Der eigene Tod „für Gott“ wird als der „hehrste Wunsch“ der Mitglieder ausgerufen.[13]
- New Orleans/Vereinigte Staaten: Der amtierende Vizepräsident der Vereinigten Staaten George H. W. Bush wird von der Republikanischen Partei einstimmig als Kandidat für die Präsidentschaftswahl im November nominiert. Während der Vorwahlen unterstellte Bush seinem Konkurrenten Bob Dole, an Steuererhöhungen zu denken, und verspricht anlässlich seiner Nominierung: „Read my lips: no new taxes.“ (deutsch „Lest es von meinen Lippen ab: Keine neuen Steuern.“) Als Kandidaten für das Amt des Vizepräsidenten präsentierte Bush vor wenigen Tagen Dan Quayle.[14]
- Niederlande, Nordrhein-Westfalen/Deutschland: Nach einem Schusswechsel der Geiselnehmer von Gladbeck mit der niederländischen Polizei, die den entführten Stadtbus umstellt hat, übergibt die deutsche Polizei den Geiselnehmern einen mit Peilsendern und einem Mikrofon präparierten Fluchtwagen. Diese fahren gemeinsam mit ihrer Freundin und zwei weiblichen Geiseln aus dem Bus nach Deutschland. In Köln geben sie Journalisten Interviews in der Breiten Straße, anschließend flüchten sie nach Siegburg und später nach Bad Honnef. Aus einem Rammversuch des Sondereinsatzkommandos entwickelt sich eine Schießerei. Ein Geiselnehmer tötet eine Geisel, dann erfolgt der Zugriff der Polizei.[15]

### Freitag, 19. August 1988
- Landkreis Wolfenbüttel/Deutschland: In der Schachtanlage Asse, die nach dem Willen von Politikern und Vertretern der Kernenergie-Wirtschaft als Endlagerstätte für radioaktiven Abfall hergerichtet werden soll, entdecken Mitarbeiter an den Stollenwänden durchfeuchtete Stellen. Analysen ergeben, dass Salzlösung in den Stollen eindringt. Unter diesen Umständen ist die Anlage als „Endlager“ unbrauchbar.[16]

### Samstag, 20. August 1988
- Bagdad/Irak, Teheran/Iran: Das Inkrafttreten der Resolutionen 582 und 598 des Sicherheitsrats der Vereinten Nationen markiert den offiziellen Waffenstillstand im Golfkrieg. Die Streitkräfte des Iran traten bereits vor wenigen Wochen ihren Rückzug aus dem Irak an.[17]

### Montag, 22. August 1988

Der Rundfunk im Amerikanischen Sektor erhält ein TV-Programm

- Berlin/Deutschland: Für die Menschen in West-Berlin, Ost-Berlin und Umgebung startet der öffentlich-rechtliche Rundfunkveranstalter ARD den Fernsehsender RIAS-TV. Er ist Teil des Rundfunks im Amerikanischen Sektor. Die Verbreitung bis hinein in die DDR ist gewollt, dort ist der Empfang westdeutscher Sender inzwischen kein Politikum mehr.[18]

### Dienstag, 23. August 1988
- München/Deutschland: Bei der Fluggesellschaft Lufthansa beenden erstmals zwei weibliche Fachkräfte ihre Grundausbildung zur Berufspilotin, Evi Hetzmannseder und Nicola Lisy. Beide können sich auch eine Zukunft als Flugkapitänin vorstellen. Für diese Position müssten sie noch eine Ausbildung zur Verkehrsflugzeugführerin durchlaufen.[19]
- Wilna/Sowjetunion: Die am 3. Juni gegründete Reformbewegung Sąjūdis (deutsch Mensch) veranstaltet in der Hauptstadt der Litauischen SSR eine Demonstration zur Erinnerung an den deutsch-sowjetischen Nichtangriffspakt, der 1939 vom deutschen Reichskanzler Adolf Hitler und vom damaligen Generalsekretär des Zentralkomitees der Kommunistischen Partei der Sowjetunion Josef Stalin unterschrieben wurde und ein Zusatzprotokoll enthielt, nach dem u. a. das unabhängige Litauen zu einer Sozialistischen Republik der Sowjetunion wurde. An der Demonstration beteiligen sich rund 250.000 Menschen.[20]

### Mittwoch, 24. August 1988
- Berlin/Deutschland: Auf einer Podiumsdiskussion zur Zukunft des Prinz-Albrechts-Gelände im Bezirk Kreuzberg schlägt die Journalistin Lea Rosh vor, dort ein Denkmal für die ermordeten Juden Europas als Mahnmal für die Opfer des Holocausts zu errichten.[21]

### Donnerstag, 25. August 1988
- Brazzaville/VR Kongo: Die sechste Gesprächsrunde zur Befriedung des Konflikts zwischen der Volksbewegung zur Befreiung Angolas, die seit 1975 durch die Streitkräfte Kubas unterstützt wird, und der Republik Südafrika beginnt. Mit der Lösung des Konflikts verbunden ist der Rückzug südafrikanischer Truppen aus Südwestafrika, das unter dem Namen „Namibia“ seine Unabhängigkeit erlangen könnte. Die südafrikanische Seite zeigt sich aufgeschlossen gegenüber Plänen der Vereinten Nationen, welche die namibische Unabhängigkeit forcieren, besteht aber auf dem Abzug aller kubanischen Truppen aus Afrika.[22]
- Lissabon/Portugal: In einem Lager des Kaufhauses Armazéns Grandella bricht Feuer aus und entwickelt sich zu einem Großbrand, der den Stadtteil Chiado in der Altstadt von Lissabon auf einer 2 ha umfassenden Fläche zerstört.[23]

### Sonntag, 28. August 1988

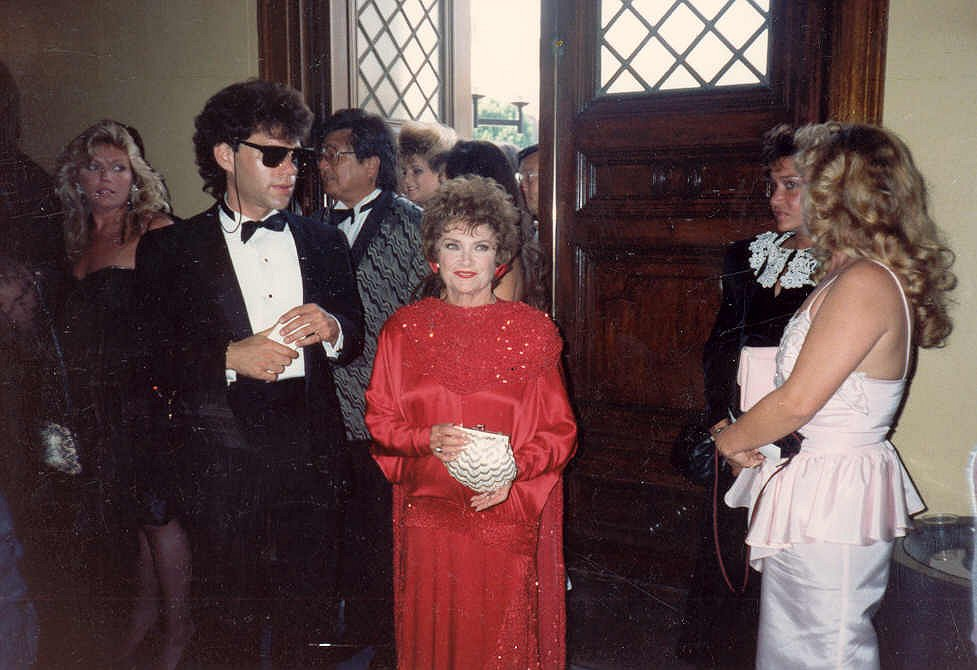
Estelle Getty nach der Emmy-Verleihung

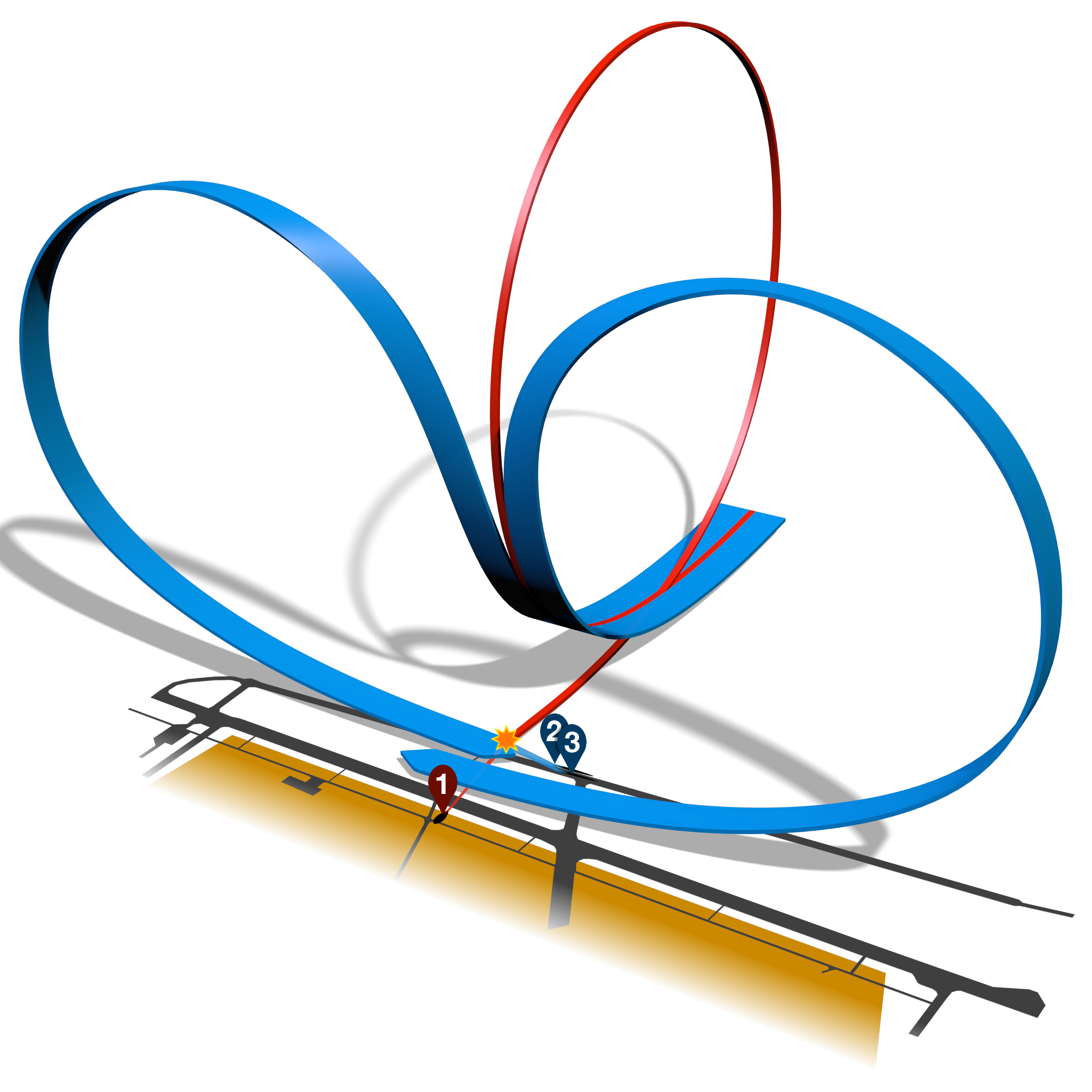
Kunstflugfigur „Durchstoßenes Herz“

- Pasadena/Vereinigte Staaten: Bei der Verleihung des Fernsehpreises Emmy wird u. a. Estelle Getty, eine der Protagonistinnen der Sitcom Golden Girls, ausgezeichnet.[24]
- Ramstein/Deutschland: Bei einer militärischen Flugschau kollidieren über der Ramstein Air Base der United States Air Forces in Europe drei Kunstflugmaschinen während des Manövers „Durchstoßenes Herz“. Eine der verunglückten Maschinen durchbricht am Boden Stacheldrahtrollen und rutscht in die Zuschauermenge. 800 l brennendes Kerosin überziehen die Zuschauer. 34 Menschen werden noch am selben Tag tot geborgen und mindestens 1.000 weitere Personen werden verletzt.[25]

### Montag, 29. August 1988
- Leninsk/Sowjetunion: Die Mission Sojus TM-5 bringt mit Abdul Ahad Momand den ersten Afghanen ins Weltall.[26]